# Gle Tigram
Gle Tigram är ett berg i Indonesien.   Det ligger i provinsen Aceh, i den västra delen av landet, 1 800 km nordväst om huvudstaden Jakarta. Toppen på Gle Tigram är 347 meter över havet.
Terrängen runt Gle Tigram är kuperad åt sydost, men åt nordväst är den bergig.Runt Gle Tigram är det glesbefolkat, med 9 invånare per kvadratkilometer. I omgivningarna runt Gle Tigram växer i huvudsak städsegrön lövskog.